# Trpotec
Trpôtec (znanstveno ime Plantago) je rod, ki vsebuje okrog 200 vrst majhih rastlin, nekatere pa zrastejo tudi do 60 cm v višino. Večina izmed njih sodi med zdravilna zelišča, ki jih, zaradi razširjenosti teh rastlin, uporabljajo ljudski zdravilci po vsem svetu. Najbolj znana vrsta je ozkolisti trpotec (Plantago lanceolata), ki je tudi znan pod imenom suličasti trpotec.

## Uporaba
V nekaterih evropskih državah se veliki trpotec uporablja v ljudskem zdravilstvu kot antiseptik.
Nekateri iz njega naredijo dvilske namene uporabljamo zel ozkolistnega trpotca (Plantaginis lanceolatae herba), za katerega so značilni suličasti listi (nekateri mu pravijo tudi suličasti trpotec). Trpotec vsebuje tako imenovane iridoidne glikozide, med katerimi je najbolj znan avkubin. Spojina ima antiseptični učinek (v starejših virih najdemo podatke, da trpotec vsebuje ‘antibiotik’), ki pa je prisoten le pri uporabi sveže zmečkanih listov. Tako pride avkubin v stik z encimom, ki povzroči odcep sladkorne molekule in nastane antiseptično delujoča spojina, avkubigenin. Nepravilno oziroma premalo posušena droga postane črna zaradi polimerov avkubigenina in katalpola.
Trpotec uporabljamo za preprečevanje okužb pri praskah in ranicah – služi torej kot nekakšna travniška prva pomoč. Za pripravo čajev in sirupov pa uporabljamo drogo – posušeno zel trpotca. Tu avkubin in sorodna spojina katalpol nista več učinkovita, na prizorišče vstopijo druge učinkovine, zlasti fenolni glikozidi, kot je akteozid. Zdaj je pravi čas za nabiranje trpotca, ki ga potem posušimo in kot drogo uporabimo pozimi, v obdobju prehladov in gripe.
Droga poleg omenjenih učinkovin vsebuje tudi čreslovine in sluzi, zato pripravki v obliki poparkov, zlasti pa sirupov (znani trpotčev sirup, na voljo v vsaki lekarni) blagodejno deluje na sluznico žrela in požiralnika. Ugotovili so tudi, da je akteozid zelo dober lovilec prostih radikalov, delujejo pa tudi protibakterijsko. V raziskavah, opravljenih pred kratkim, so potrdili tudi protivnetno delovanje, kar vse pripomore k dokazanemu blagodejnemu učinku trpotčevega sirupa in podobnih pripravkov. V tujini je moč dobiti celo pastile in bonbone z izvlečkom trpotca. V tem letnem času torej nabiramo zel ozkolistnega trpotca, ki jo bomo uporabili za pripravo zdravilnih čajev in sirupa jeseni in pozimi.

## Vrste
Obstaja okrog 200 vrst trpotca, mednje sodijo:

| - Plantago afra - Plantago africana - Plantago aitchisonii - Plantago alpina - Plantago arborescens - Plantago arenaria - indijski trpotec - Plantago argentea - liburnijski trpotec - Plantago asiatica - azijski trpotec - Plantago atrata - črnikasti trpotec - Plantago aucklandica - Plantago bigelovii - Plantago canescens - Plantago coreana - Plantago cordata - Plantago coronopus - deljenolistni trpotec - Plantago cornuti - Cornutijev trpotec - Plantago cynops - Plantago eripoda - Plantago elongata - Plantago erosa - Plantago fernandezia - Plantago fischeri - Plantago gentianoides - Plantago glabrifolia - Plantago grayana - Plantago hawaiiensis | - Plantago hedleyi - Plantago heterophylla - Plantago hillebrandii - Plantago himalaica - Plantago holosteum - gredljasti trpotec - Plantago incisa - Plantago krajinai - Plantago lanceolata - ozkolistni trpotec - Plantago lanigera - Plantago longissima - Plantago macrocarpa - Plantago major - veliki trpotec, navadni trpotec - Plantago maritima - morski trpotec - Plantago maxima - Plantago media - srednji trpotec - Plantago melanochrous - Plantago musicola - Plantago nivalis - Plantago obconica - Plantago ovata - - Plantago pachyphylla - Plantago palmata - Plantago patagonica - Plantago polysperma - Plantago principes - Plantago pusilla - Plantago psyllium - peščeni trpotec | - Plantago raoulii - Plantago rapensis - Plantago remota - Plantago reniformis - Plantago robusta - Plantago rugelii - Plantago rupicola - Plantago schneideri - Plantago sempervirens - Plantago sparsiflora - Plantago subulata - Plantago spathulata - Plantago tanalensis - Plantago taqueti - Plantago tenuiflora - Plantago triandra - Plantago triantha - Plantago tweedyi |

## Galerija
- Plantago alpina
- Ozkolistni trpotec (Plantago lanceolata)
- Ozkolistni trpotec (Plantago lanceolata)
- Plantago nivalis

- Cvet ozkolistnega trpotca
- Plantago coronopus
- Plantago media stepposa
- Plantago maritima